# Tornado w Natchez
Tornado nad Natchez – tornado, które pochłonęło 317 ofiar w dniu 7 maja 1840 roku w Natchez w stanie Missisipi. Pojawiło się na południowym zachodzie od miasta, tuż przed godziną 13 i przeniosło się na północ wzdłuż rzeki Missisipi. Na skutek przejścia tornada zginęło 317 osób. Wiele budynków zostało zniszczonych. Było to drugie tornado w historii USA, pod względem liczby ofiar.